# Goera parakiya
Goera parakiya är en nattsländeart som beskrevs av Schmid 1991. Goera parakiya ingår i släktet Goera och familjen grusrörsnattsländor. Inga underarter finns listade i Catalogue of Life.